# Astorka Korzo ’90

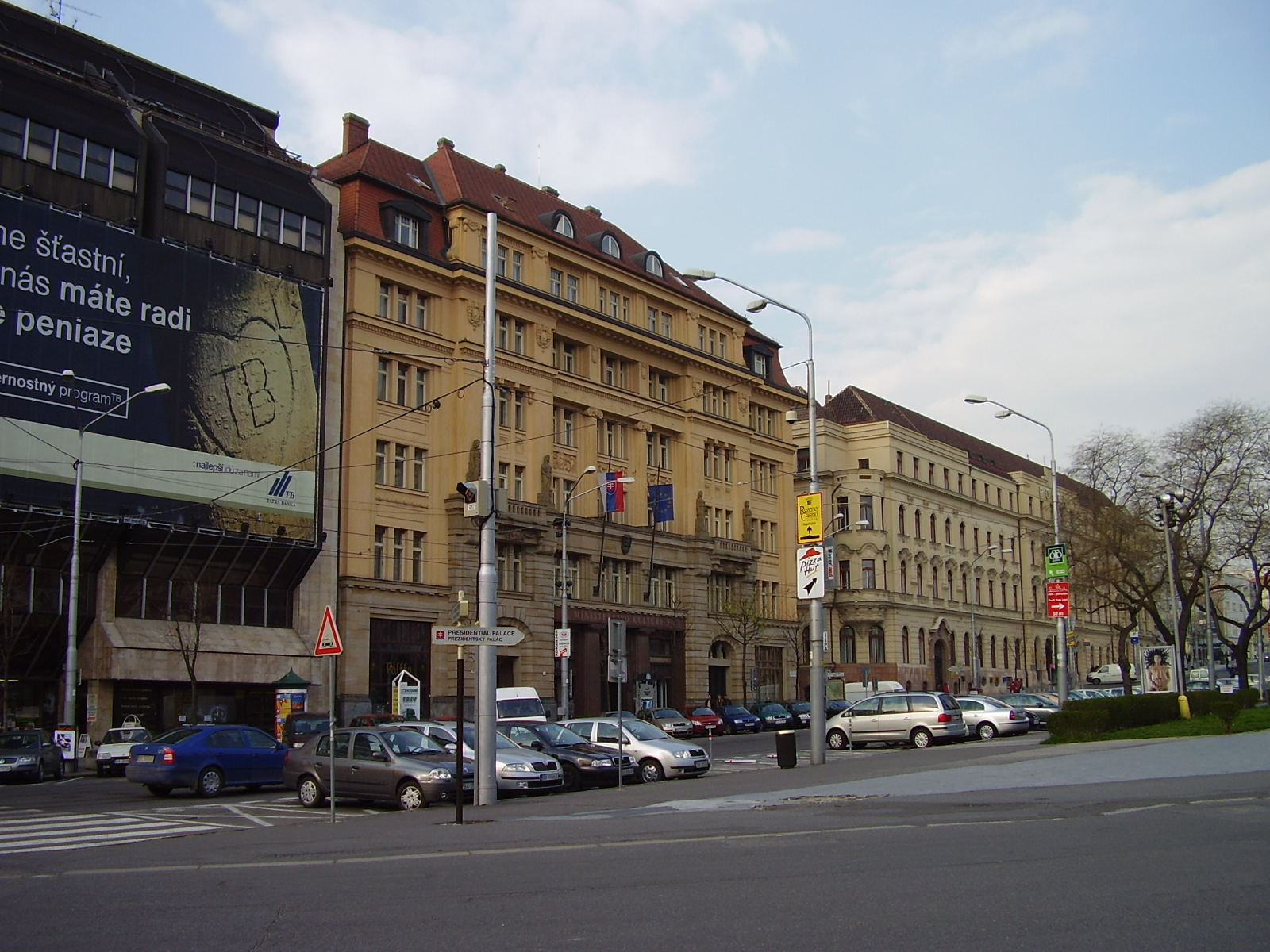
Budynek teatru „Astorka Korzo ’90” (Bratysława)

Astorka Korzo ’90 – teatr zlokalizowany w Bratysławie, stolicy Słowacji. Został założony w 1990 roku.